# 須磨號防護巡洋艦
须磨号防护巡洋舰（日语：／ Suma ?）是旧日本海軍的防护巡洋舰，为须磨级防护巡洋舰（日方正式名称）首舰，先后参加了日俄战争和第一次世界大战。
本舰的舰名来源于神户市的名胜地須磨地区。

## 设计和概述
1890年（明治23年）9月（日期已散佚），新任海軍大臣子爵樺山資紀将前任西鄉從道任内未完成的明治24年度海军计划加以完善后，提交给首相伯爵山縣有朋。该提案认为日本海军力量需要扩大到20万吨的规模方可满足国防需求；纵使考虑到日本财力所限，第一期七年计划也应当至少让海军扩张到最低限度12万吨的程度。此时日本国内现有及在建舰艇仅有5万吨，尚有7万吨缺额。因此该计划预定建造包括铁甲舰在内的大批军舰，其中包括两艘2500吨级三等巡洋舰。然而整个计划光造舰费用即高达5855万余日元，加上增建配套设施等各项费用，总金额将达到空前的7031万余日元。这一过于庞大而不切实际的造舰计划在阁议期间即遭到驳回。海军方面在稍作修改后，将明治24年度军舰制造费追加案提交到首届帝国国会进行审议，由于受到陆军和主张“休养民力”的民党的反对，海军的提案遭到重大挫折。议会最终批准的新建主要军舰数目大幅度缩减至五年内仅建造二等巡洋舰一艘、三等巡洋舰一艘、鱼雷军舰一艘共3艘6750吨。
议会如此大幅度的削减激起了海军的不满。12月16日桦山于众议院发表演讲，再次重申20万吨军舰的国防目标。即使如此，议会最终依然维持了原先的决定，所批准建造的3舰即吉野、须磨及鱼雷炮舰龙田。其中须磨的费用从1891年开始拨付，计划5年内合计151万余日元。
新建的防护巡洋舰，主要是在第一艘日本国产防护巡洋舰秋津洲的设计基础上加以修改、缩小而成。与秋津洲的建造相同，本级两舰同样是完全由日本设计人员设计、由日本工厂建造的舰艇。
本舰为全钢舰体，双层船底，带装甲甲板，水下部分划分为若干水密隔舱。比起同时代的巡洋舰来说装甲要更薄弱些，火力也比较弱。但其外形较小，设计也比较简单，建造难度相对较低；同时其速度不俗，足以胜任诸多军事行动的需求。虽然如此，须磨依旧免不了带有那个时代的日本军舰普遍存在的头重脚轻的毛病，适航性和复原性并不佳。因此后来日方在大修时将舰上的作战桅盘拆除以降低重心。动力部分为两座垂直三汽缸三段膨胀式蒸汽引擎；8座圆形燃煤锅炉则分别设置于两个锅炉舱室，由水密隔板隔开。
本舰主炮为两门阿姆斯特朗1892年式40倍径单装6英寸（150）速射炮，一前一后分别安装在艏艉楼上。主炮射程9100米，理论射速每分钟5.7发。副武器则是6门阿姆斯特朗1894年式40倍径单装4.7英寸（120）速射炮，分别安装在两侧的耳台上；射程9000米，理论射速每分钟12发。轻型武器包括12门哈奇开斯40倍径47毫米单装机关炮，射程6000米，每分钟20发；以及4门諾典飛爾德一吋砲（后于日俄战争前夕更换成马克沁机枪）。鱼雷武器方面，在新建成时，舰上装备有两具356（14.0英寸）单装魚雷發射管，均装设于甲板上。
本舰对关键部位装设有哈维尔渗碳装甲，用以保护轮机、弹药库等部位。装甲甲板水平部分为25毫米，倾斜部分为51毫米。

## 舰历

### 建成至早期
1892年，橫須賀海軍工廠开始动工兴建本舰。1895年3月9日下水，1896年12月2日建成。本舰由于建成下水时间太晚，没有赶上甲午战争。
1898年（明治31年）3月21日，日本海军制定军舰及鱼雷艇等级，将3500吨以下的巡洋舰划分为三等巡洋舰。该分类共包括须磨等5艘军舰。
美菲战争时，1899年2-4月间，须磨受日本政府派遣前往马尼拉保护当地日本侨民。这也是须磨第一次离开日本执行任务。
1900年6-7月期间，为了应对中国的义和团运动，须磨奉命在大沽一带进行活动。

### 日俄战争
1903-1904年间，日本和俄国之间为了争夺在朝鲜的权益而展开了激烈的竞争。12月下旬将常备舰队解散，重新编成为第一、二、三舰队，其中第一、第二舰队编组为联合舰队，片冈七郎海军中将的第三舰队则停泊于吴军港以及竹敷要港待命。此时性能比较落后的须磨编列入第三舰队第六战队（和泉、秋津洲、须磨、千代田），战队司令为东乡正路海军少将。2月6日，须磨开始执行警戒巡逻，以切断太平洋舰队旅顺分舰队及符拉迪沃斯托克（中文旧称海参崴）分舰队之间的联系。
同年2月8-9日夜间日本对驻泊在旅顺港（俄方称亚瑟港）的太平洋舰队旅顺分舰队突然发动鱼雷袭击，日俄战争爆发。2月18日，第六战队须磨、秋津洲两舰奉伊东祐亨海军大将之命前往上海，以迫使开战时仍然滞留在上海的俄国炮舰满洲号解除武装，或者是直接消灭之。26日须磨返回朝鲜海峡，只留下秋津洲单舰继续监督武装解除的进展。
同年3月4日，第三舰队编入联合舰队。此后须磨随第六战队多次执行护航、巡逻等任务，并参加了日军对旅顺港的封锁。5月15日联合舰队两艘战列舰初瀨、八島在旅顺港外先后触雷沉没。当天第六战队（明石、须磨、千代田、秋津洲）本来准备前往支援第二军的进攻，11:00以后接到电报，于是立即赶往现场，以防备俄国驱逐舰趁机偷袭。
同年6月23日05:40，日军负责监视港口的驱逐舰发现侦察防护巡洋舰诺维克号及一批舰艇从黄金山下出港。收到警报的日本舰艇立即从裏长山群岛泊地出航。其中10:30第六战队（明石、须磨、秋津洲、和泉）出发前往遇岩拦截。这次实际上是太平洋舰队旅顺分舰队的一次突围尝试，诺维克号、巴扬号、佩列斯韦特号、波尔塔瓦号、塞瓦斯托波尔号、帕拉达号、阿斯科利德号、狄安娜号等8艘主要舰艇率先抵达馒头山东南岸。11:00左右皇太子号、胜利号、列特维赞号也已经出港。面对倾巢出动的俄舰，日舰主力尚未抵达，此时在遇岩仅有少量舰艇。17:40第六战队各舰抵达遇岩，与提前一步到达遇岩的千代田会合，然后向着第一战队的方向退去，希望能将俄舰引诱过去。18:15日军主力赶到，20:00无心恋战的俄舰开始调头往北撤退。20:20联合舰队司令长官东乡平八郎海军中将下令让驱逐舰发动突击，其他各队撤往警戒地点。
同年7月25日，旅顺港内俄舰再次大举出动，巴扬号、狄安娜号、帕拉达号、诺维克号、阿斯科利德号，以及炮舰、驱逐舰、扫雷艇若干，出港向东前往鲜生角附近炮击日军陆军阵地。日军第五、第六战队立即驰援。18:32同队的千代田在小平岛西南偏南方向触雷负伤，只好由秋津洲护卫返回泊地。明石、须磨、和泉三舰则在帽岛以南进行监视，掩护千代田撤离。
随着日军在陆地上的推进，日军的陆军重炮已经可以对港内俄舰造成严重的威胁。8月10日俄舰被迫再次尝试突围，其时明石、须磨、秋津洲3舰正在遇岩方向巡逻，收到警报便于11:25向遇岩西面前进，与主力会合后，在第一战队东面展开。中途须磨因为引擎故障掉队，紧急修理后尝试跟随在当时正在附近的第三舰队司令山田彦八海军少将率领的第五战队（橋立、松島、镇远）后面。交战中俄军旗舰皇太子号司令塔受到日军大口径炮弹命中，司令威廉·维特捷夫特战死，俄舰陷入了混乱。第五战队遂从俄舰西北方向进行包抄。大约同一时间，须磨为了和第五战队会合而正单独航行，正好碰到撤退回港的俄舰战列从须磨与第五战队之间穿过。须磨只好再次尝试与第六战队会合，乱战中阿斯科利德号突然脱离俄军队列高速脱离，向着须磨的方向冲刺。须磨尝试拦截，终因速度不如阿斯科利德号，而让对手扬长而去。东乡正路下令让须磨先行返回小平岛进行维修，而自己率领其余三舰（明石、和泉、秋津洲）继续追踪。不过最终日舰无功而返，阿斯科利德号凭借高速逃脱抵达上海。

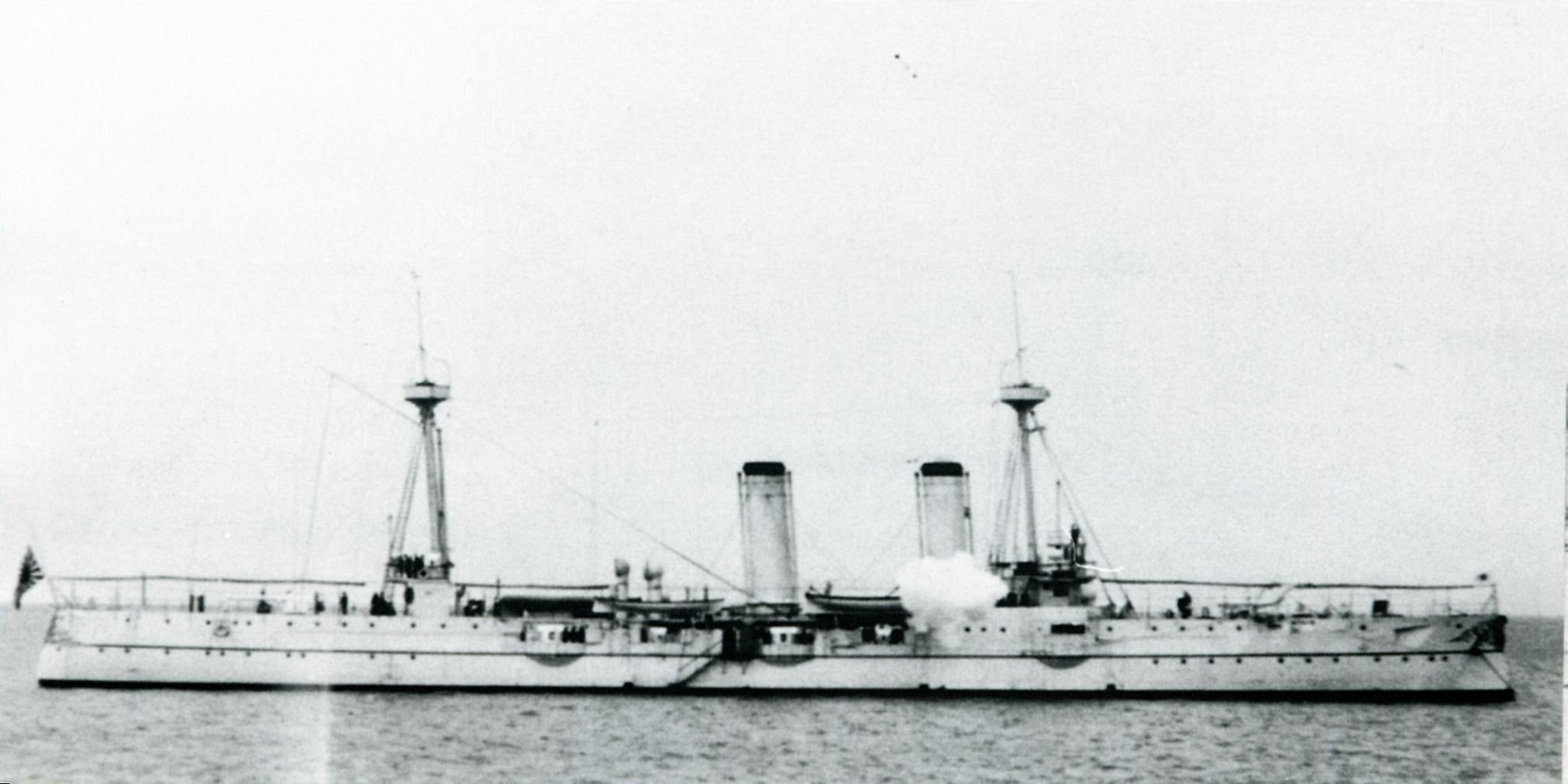
须磨号，摄于1897年神户

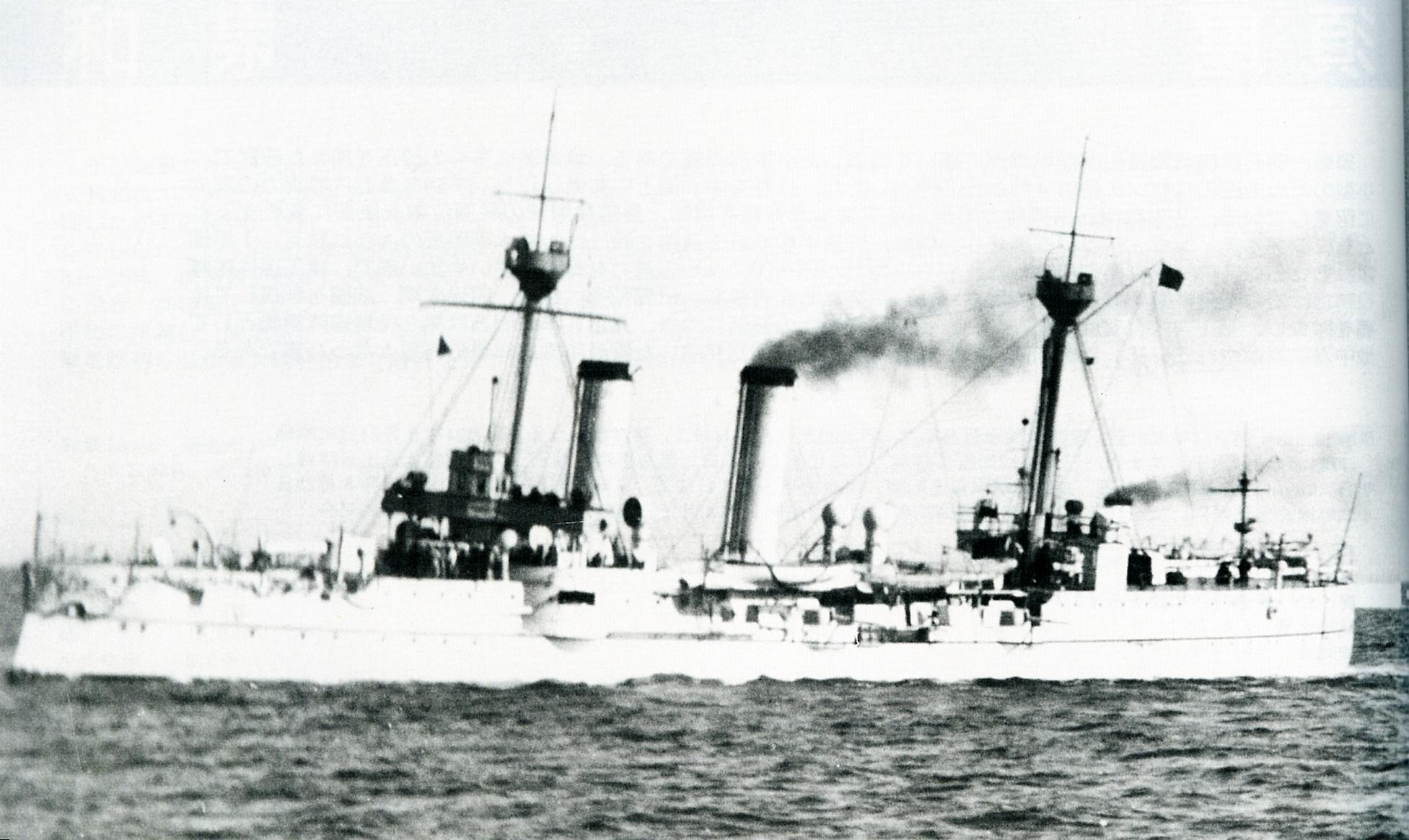
须磨号在大阪外海，摄于1897年

1905年5月27日，俄国第二太平洋舰队司令齐诺维·罗杰斯特文斯基海军中将率领舰队北上时，遭遇联合舰队主力拦截。此役须磨依然配属于第六战队。当天早上，第六战队各舰都在各处进行警戒，接到俄国舰队出现的警报后，分散在各处的战队各舰在神埼陆续集合，跟随在第五战队后方。11:45前后不远处的第三战队与俄国舰队发生接触，并遭到俄舰猛烈的迎击，防护薄弱的第六战队为安全起见短暂向北退避。12:10第六战队前出至俄舰前方对俄舰保持接触。13:30日本主力舰从东方出现，第六战队退回至第五战队尾部。14:25第六战队奉命向南袭击俄国舰队的运输船。15:45第六战队遇到了正在和俄军轻型舰艇交战的第四战队，于是跟随在后方。16:20遇到一艘双桅双烟囱、受创失去航行能力的俄国辅助舰艇，第六战队遂对其展开炮击，16:35将其击沉。大约同一时间俄国第一战列舰战队及第一巡洋舰战队突然从第六战队左舷的雾气中出现向西航行，并展开炮击。第六战队苦战大约30分钟后，17:25到达俄国战列线尾部，调头向西南试图跟随在俄舰后方。17:40发现已经瘫痪的辅助巡洋舰乌拉尔号，17:51将其击沉。在附近还有着同样受重创的修理船勘察加号和战列舰苏沃洛夫公爵号。17:57第六战队在4000-6000米距离上对勘察加号进行射击，确认其已经无法挽回后，转为与第四、第五战队一同对苏沃洛夫公爵号射击。18:00东乡平八郎下令鱼雷艇队出动，第六战队遂脱离战斗前往会合点。当天的战斗须磨舰上3人负伤。次日（28日），第六战队参加了对俄舰残存主力最后的围攻。
同年6月14日，日本方面重新调整编制，第六战队（须磨、千代田、和泉、秋津洲）划入片冈七郎海军少将指挥的第三舰队。为了入侵库页岛（俄方称萨哈林岛、日方称桦太），日军以第三、第四舰队编成为北遣舰队，准备发动库页岛之战。7月4日09:00，片冈率领北遣舰队主力从大凑出港，护送桦太作战军独立第13师团第一次上陆部队的运输船队前往库页岛。7日日舰抵达登陆场，第六战队负责引导运输船队，并放下小艇协助登陆。此后第六战队在库页岛以及远东州地区进行了一系列的侦察、护卫、火力支援任务。
同年10月，须磨返抵横滨，参加10月23日举行的凯旋阅舰式。

### 后期至结局
1908年，须磨接受了一次大修，舰上原本的圆形锅炉全部更换成日本国产的宫原式水管锅炉。
1912年（大正元年）8月28日，日本海军修改了舰艇分类，取消原有的三等巡洋舰类别，将不足7000吨的巡洋舰全部划分为二等。须磨因此划归二等巡洋舰之列
1921年9月1日，日本海军将须磨的舰艇类别变更为二等海防舰。
1923年4月1日，须磨从海军中除籍，变更为杂役船，供佐世保防备队使用。
1928年变更为废弃船。

## 历任舰长
下表系根据《日本海軍史》第9、10卷《将官履歴》，以及《官報》进行整理。
- 鹿野勇之進 海军大佐：1896年5月2日 - 1897年12月27日
- 三须宗太郎 海军大佐：1897年12月27日 - 1898年5月23日
- 山田彦八 海军大佐：1898年5月23日 - 1899年6月17日
- （暂代）藤井较一 海军中佐：1899年6月17日 - 1899年9月29日
- 藤井较一 海军大佐：1899年9月29日 - 1899年10月7日
- 島村速雄 海军大佐：1899年10月7日 - 1900年7月4日
- 成川揆 海军大佐：1900年8月6日 - 1900年9月25日
- 上原伸次郎 海军大佐：1900年9月25日 - 1901年1月23日
- 松枝新一 海军大佐：1901年1月23日 - 1901年2月9日
- 太田盛实 海军大佐：1901年2月18日 - 1902年1月28日
- 佐伯誾 海军中佐：1902年1月28日 - 1902年4月22日
- 和田贤助 海军大佐：1903年4月12日 - 1903年10月15日
- 土屋保 海军大佐：1903年10月15日 - 1905年1月21日
- 栃内曾次郎 海军大佐：1905年1月21日 - 1905年12月12日
- 江口麟六 海军大佐：1905年12月12日 - 1906年11月28日
- 臼井幹藏 海军中佐：1906年11月28日 - 1907年12月27日
- 竹下勇 海军大佐：1907年12月27日 - 1908年12月10日
- 竹内次郎 海军中佐：1908年12月10日 - 1910年12月1日
- 布目满造 海军大佐：1911年5月23日 - 1911年6月28日
- （兼）武部岸郎 海军中佐：1911年6月28日 - 1911年8月16日
- （兼）片冈荣太郎 海军大佐：1911年8月16日 - 1911年10月25日
- 堀輝房 海军中佐：1911年10月25日 - 1912年8月13日
- 奥田貞吉 海军大佐：1912年8月13日 - 1912年12月1日
- 三輪修三 海军大佐：1912年12月1日 - 1913年4月1日
- 幸田銈太郎 海军大佐：1913年4月1日 - 1913年12月1日
- 白石直介 海军大佐：1913年12月1日 - 1914年12月1日
- 四元贤助 海军大佐：1914年12月1日 - 1915年12月13日
- 福地嘉太郎 海军中佐：1915年12月13日 - 1916年12月1日
- 犬塚太郎 海军大佐：1916年12月1日 - 1917年2月7日
- 安村介一 海军大佐：1917年2月7日 - 1917年12月1日
- 名古屋為毅 海军大佐：1917年12月1日[48] - 1918年5月13日[49]
- （兼）大谷幸四郎 海军大佐：1918年5月13日 - 1918年9月10日
- 宮村暦造 海军中佐：1918年9月10日 - 1919年11月20日
- 丰岛二郎 海军中佐：1919年11月20日[50] - 1920年10月5日[51]
- 園田繁喜 海军中佐：1920年10月5日[51] - 1920年12月1日[52]
- 藤田尚德 海军大佐：1920年12月1日 - 1921年8月6日
- 太田千尋 海军大佐：1921年8月6日[53] - 1922年5月15日[54]
- 池田他人 海军大佐：1922年5月15日 - 1922年11月10日
- （暂代）关根繁男 海军中佐：1922年11月10日[55] -

## 同级舰
- 明石號防護巡洋艦